# Nádaspapfalva
Nádaspapfalva (románul Popești ) falu Romániában Kolozs megyében.

## Nevének említése
1284-ben Papfalva, 1332-ben Popfalva, 1839-től Papfalva, Pfaffendorf, Popfaleou, Podfalu, majd 1920-ban Popfalău néven ismerik.

## Lakossága
1850-ben 488 főből 27 fő magyar és 39 fő cigány. 1992-ben az 591 fős faluban már csupán 5 magyar élt. 
1850-ben a 454 fő görögkatolikus, 18 fő római katolikus és 16 fő református. 1992-ben 567 lélek ortodox, 19 fő görögkatolikus, 1 fő római katolikus és 4 fő pünkösdista.

## Története
A középkorban magyar lakosságú falu volt. 1284-ben Benedek, fehérvári kanonok birtoka volt. 1333-ban már említik a plébániatemplomát. 1492-ben már Szent András-templomát is említették a források, de római katolikus lakosságáról és templomáról a XVI. században már nem volt adat. 1600-ban görögkeleti vallásúak telepedtek le a faluban.
A falu a trianoni békeszerződésig Kolozs vármegye Nádasmenti járásához tartozott.
Ortodox temploma 1890-ben épült.

## Híres emberek
Innen származik a Papfalvi Havasalyi-család.

## További információk

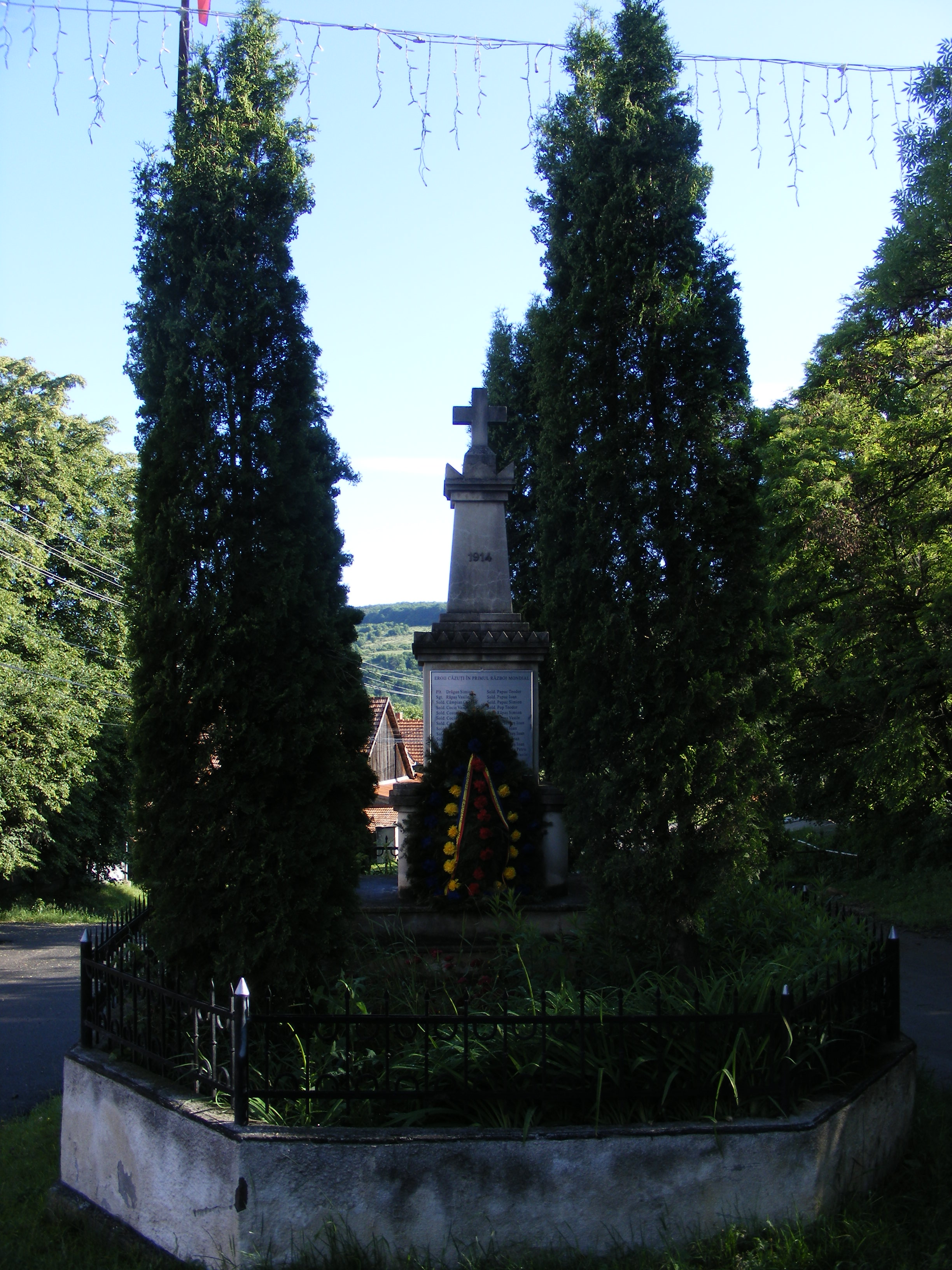
Első világháborús hősi emlékmű
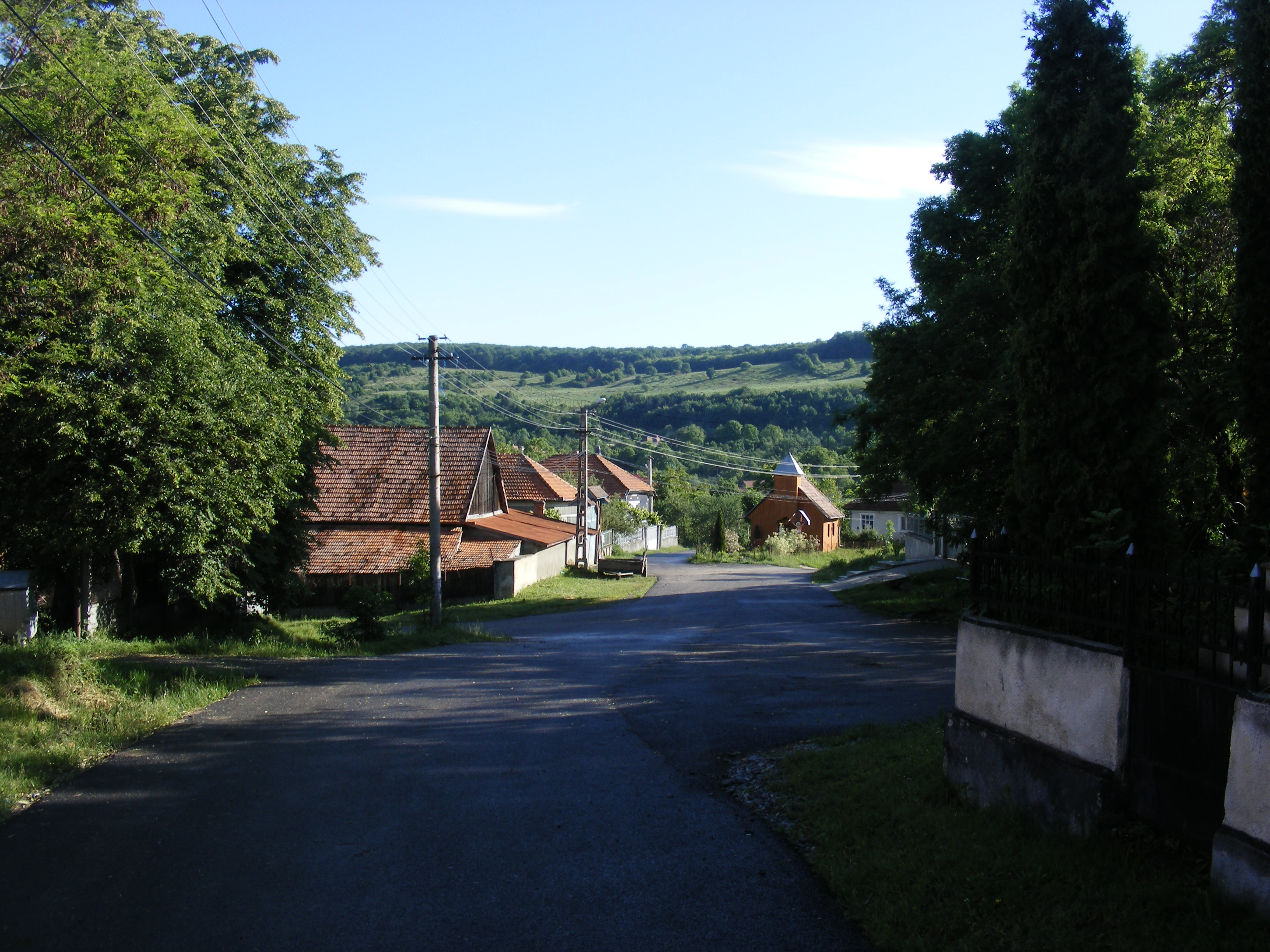
utcakép